# Mirco Di Tora
Mirco Ametrano Di Tora (Ferrara, 19 de mayo de 1986) es un deportista italiano que compitió en natación, especialista en el estilo espalda.
Ganó dos medallas en el Campeonato Europeo de Natación de 2012 y tres medallas en el Campeonato Europeo de Natación en Piscina Corta entre los años 2008 y 2011.

## Palmarés internacional
| Campeonato Europeo                  | Campeonato Europeo       | Campeonato Europeo | Campeonato Europeo |
| Año                                 | Lugar                    | Medalla            | Prueba             |
| ----------------------------------- | ------------------------ | ------------------ | ------------------ |
| 2012                                | Debrecen (Hungría)       | Medalla de oro     | 4 × 100 m estilos  |
| 2012                                | Debrecen (Hungría)       | Medalla de plata   | 50 m espalda       |
| Campeonato Europeo en Piscina Corta |                          |                    |                    |
| Año                                 | Lugar                    | Medalla            | Prueba             |
| 2008                                | Rijeka (Croacia)         | Medalla de oro     | 4 × 50 m estilos   |
| 2010                                | Eindhoven (Países Bajos) | Medalla de plata   | 4 × 50 m estilos   |
| 2011                                | Szczecin (Polonia)       | Medalla de oro     | 4 × 50 m estilos   |